# Iceweasel
Iceweasel – odpowiednik przeglądarki Mozilla Firefox w dystrybucji Linuksa Debian. Powodem jego powstania był konflikt pomiędzy społecznością Debiana a Fundacją Mozilla.
Projekt Debian zdecydował się na zmianę nazwy przeglądarki Firefox w swojej dystrybucji z uwagi na ograniczenia licencyjne dotyczące znaków towarowych należących do Fundacji Mozilla. W 2006 roku Fundacja zabroniła posługiwania się swoimi znakami towarowymi dla zmodyfikowanych programów bazujących na źródłach Mozilli. Według Wytycznych Debiana dotyczących Wolnego Oprogramowania te ograniczenia spowodowały, że Firefox i inne produkty Mozilla nie są wolnym oprogramowaniem w rozumieniu Debiana. 13 listopada 2006 roku do repozytoriów Debiana trafiła pierwsza wersja przeglądarki Iceweasel bazująca na Firefoksie 2.0.
Przeglądarka została zamieniona z powrotem na Firefox.
Iceweasel nawiązuje do nazwy „Firefox” – gdzie człon fire (z ang. „ogień”) zmieniono na ice (z ang. „lód”), a fox (z ang. „lis”) na weasel (z ang. „łasica”). 
Nazwę Iceweasel nosił również inny fork Firefoksa, przeglądarka stworzona w ramach projektu GNU, która jednak w celu uniknięcia zamieszania została przemianowana na GNU IceCat